# Roland Marquet
Pour les articles homonymes, voir Marquet.
Roland Marquet est un homme politique monégasque.

## Biographie
Roland Marquet est membre du Conseil national de 2008 à 2013.